# Renate Aris
Renate Aris (geboren am 25. August 1935 in Dresden) ist eine jüdische Überlebende des Holocaust. Sie war Leiterin der Kostümabteilung im Theater Junge Generation und Elbe-Elster-Theater und bis 1990 Leiterin des Kostümberereichs des Fernsehens der DDR (Studios Dresden, Leipzig und Karl-Marx-Stadt). Bis heute spricht Aris an Schulen und bei Veranstaltungen als Zeitzeugin.

## Leben
Renate Aris ist die Tochter von Susanne, geborene Reinfeld und Helmut Aris und die Schwester von Heinz-Joachim Aris. Da Susanne Aris aus einer nicht-jüdischen Familie stammte, musste die Familie Aris bis 1945 nicht in ein sogenanntes Judenhaus ziehen. Der geplanten Deportation in das Ghetto Theresienstadt am 16. Februar 1945 entgingen Renate Aris ebenso wie ihre Mutter und ihr Bruder durch die Luftangriffe auf Dresden vom 13. bis zum 15. Februar 1945.
Nach ihrer Lehre zur Gewandmeisterin und dem Abschluss der Meisterakademie des Handwerks 1958 war Aris insgesamt 12 Jahre Leiterin der Kostümabteilungen im Theater Junge Generation und Elbe-Elster-Theater. Von 1969 bis 1990 leitete sie den Kostümbereich der Studios Dresden, Leipzig und Chemnitz des Fernsehens der DDR.
Aris war von 1988 bis 2003 stellvertretende Vorstandsvorsitzende der Jüdischen Gemeinde Chemnitz und etwa von 1994 bis 2006 Präsidiumsmitglied des Landesverbands Sachsen der Jüdischen Gemeinden. 1999 sorgte sie für die Wiedergründung des „Jüdischen Frauenvereins der Gemeinde Chemnitz“, welcher im Juni 1939 durch die Nationalsozialisten zwangsweise aufgelöst worden war.

## Auszeichnungen
- 2012: Eintragung ins Goldene Buch der Stadt Chemnitz
- 2016: Auszeichnung mit dem Sächsischen Verdienstorden

„Renate Aris war nach der Friedlichen Revolution maßgeblich am Wiederaufbau der Jüdischen Gemeinde Chemnitz beteiligt, die seither vor allem durch die russisch-jüdischen Zuwanderer auf mehr als 600 Mitglieder anwuchs. Seit 20 Jahren organisiert sie auch die »Tage der jüdischen Kultur in Chemnitz«. Über den Freistaat hinaus ist Renate Aris eine sehr gefragte Zeitzeugin für das jüdische Leben in Sachsen in der Zeit vor, während und nach dem Holocaust. Trotz ihres hohen Alters ist sie unermüdlich in der breiten Bildungsarbeit aktiv. Besonders geschätzt wird ihr Engagement, das sie als Verpflichtung für eine friedliche Gesellschaft sieht, vor allem an Schulen und Volkshochschulen. Renate Aris hat gemeinsam mit ihrem Bruder Heinz-Joachim Aris, der Vorsitzender des Landesverbandes der Jüdischen Gemeinden in Sachsen ist, jeder auf seine eigene Weise den Wiederaufbau des jüdischen Lebens in Sachsen nach 1989 geprägt.“

- 2022: Ehrenpreis des Chemnitzer Friedenspreises für ihre Lebensleistung

„Für ihre Lebensleistung, als engagierte Bürgerin für Demokratie und friedliches Zusammenleben einzutreten, und in Würdigung ihrer Leistungen für die Jüdische Gemeinde in Chemnitz, wurde Renate Aris mit dem Ehrenpreis des Chemnitzer Friedenspreises 2022 ausgezeichnet [...]“